# Palacio de la Aduana (Cádiz)
El palacio de la Aduana, también conocido como el palacio de la Diputación, es un edificio ubicado en la ciudad de Cádiz, España. Se ubica dentro del estilo neoclásico, sobrio y de amplias y equilibradas proporciones. Actualmente alberga las instalaciones de la Diputación Provincial de Cádiz.

## Historia
Dentro del plan de reformas de las murallas que cubrían el flanco del puerto de Cádiz, se proyecta la construcción de tres edificios idénticos y próximos entre sí: la Aduana, la Casa de Contratación y el Consulado; siendo la Aduana el único que se ejecuta de los tres proyectos. Las obras se iniciaron en 1770 bajo la dirección del ingeniero militar Juan Caballero a instancias del rey Carlos III invirtiéndose 7.717.200 reales. Su construcción finalizó en 1784 y su uso original fue de aduana dentro de la reordenación de la ciudad realizada durante la época de Carlos III. 
Posteriormente fue elegido como palacio de la Regencia durante el asedio de las tropas napoleónicas. Durante la invasión francesa de los Cien mil hijos de San Luis (1823), en la última planta del edificio estuvo "cautivo" el rey Fernando VII hasta su liberación. Durante la proclamación del Cantón de Cádiz en su lugar comienza a funcionar la Junta General del Gobierno Provincial, presidida por Juan Bautista Topete.
En el año 1846, el Ministerio de Hacienda ordenó al director general de Aduanas que autorizara la instalación de la Diputación Provincial de Cádiz en el edificio, que ha permanecido en el lugar desde entonces. Ha compartido sede con el Gobierno Civil, incluyendo la vivienda del gobernador, la Administración de Hacienda y la Administración de Correos, aunque desde 1963, y tras la construcción de nuevos edificios, fue sede exclusiva de la Diputación.

## Características

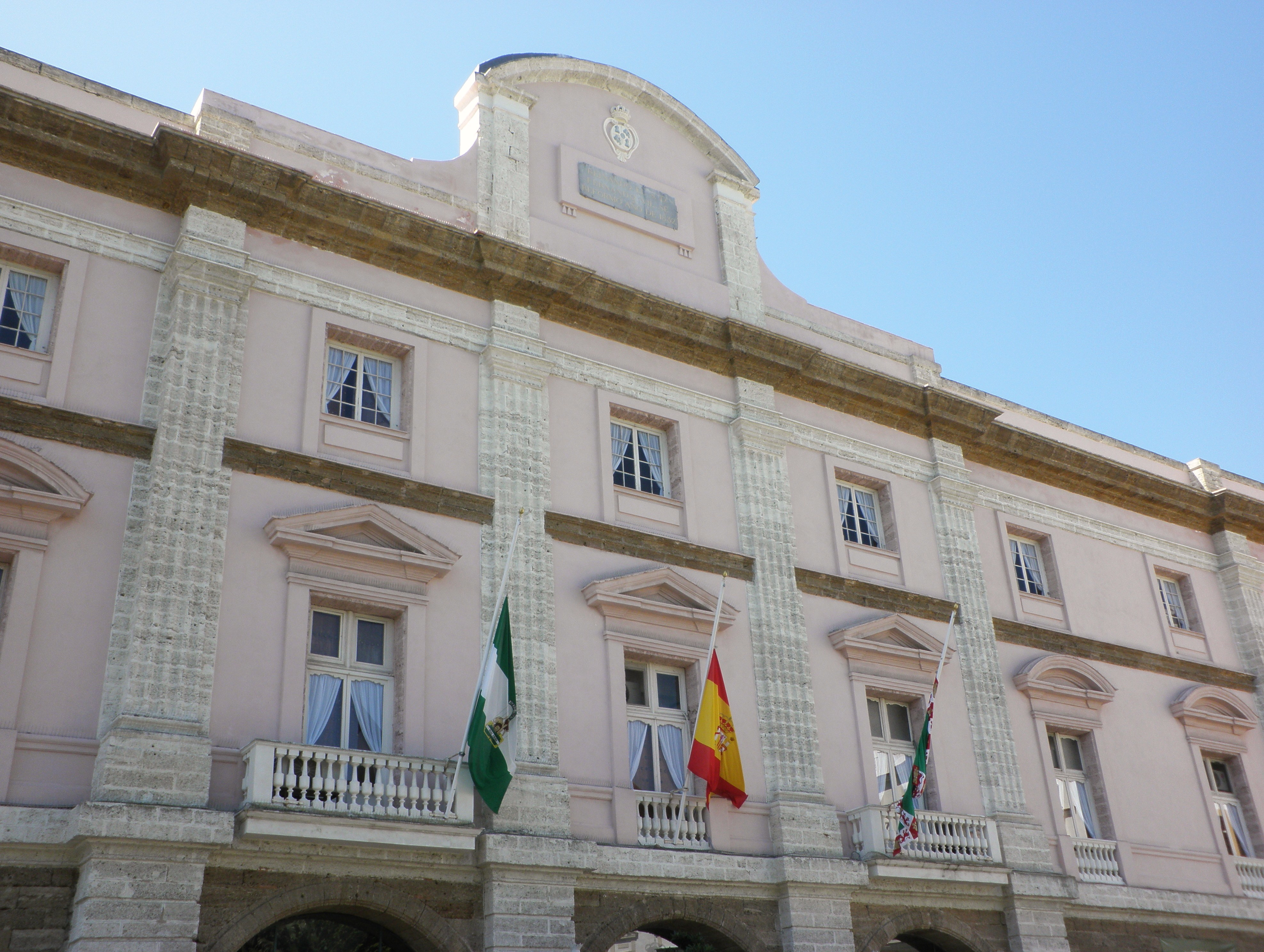
Fachada del edificio.

Es de planta rectangular con dos patios cuadrangulares porticados. Está construido con piedra ostionera.
Dentro del palacio cabe destacar el Salón Regio, realizado bajo la dirección del arquitecto Juan de la Vega, obra llevada a cabo en 1862, cuando el palacio sirvió como residencia a la reina Isabel II, en su viaje a Cádiz. Está decorado con mármoles y alfombras, destacando las pinturas al temple de su techo, y con tallas de Juan Rosado y pinturas de Juan Bautista Vivaldi.
En su interior aloja un buen número de obras de arte contemporáneo.

## Nueva Aduana
Durante los años 1960 se construyó un nuevo edificio de la Aduana que pretendía liberar el antiguo edificio para la Diputación. El Ayuntamiento de Cádiz sugirió que la estación de ferrocarril tuviera espacio libre al puerto y quiso eliminar el edificio de la época franquista. Sin embargo, se produjo una recogida de firmas de intelectuales y ciudadanos gaditanos que paralizó el derribo.